# 万達広場

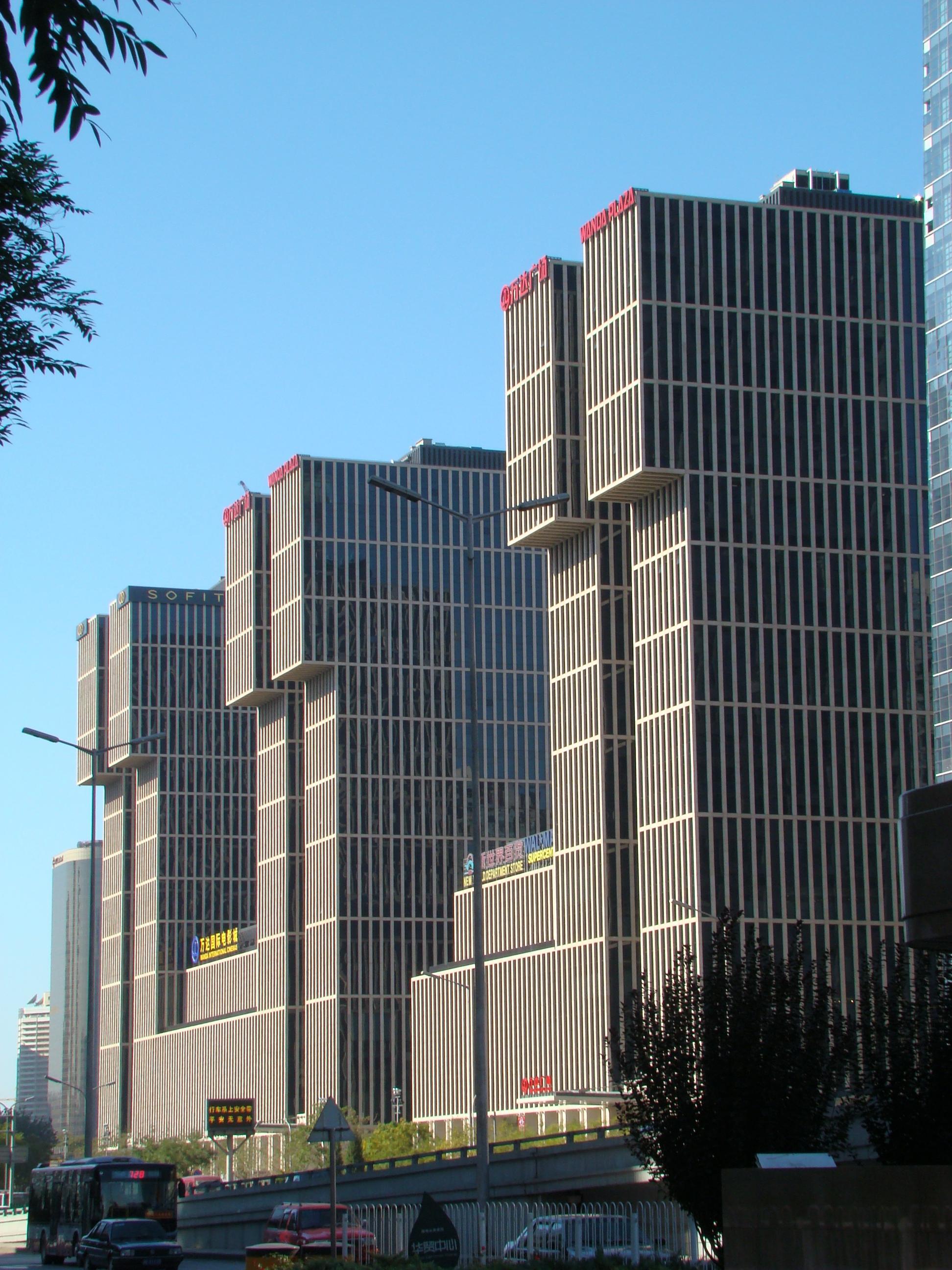
北京万達広場、万達グループと万達電影院線の本部。

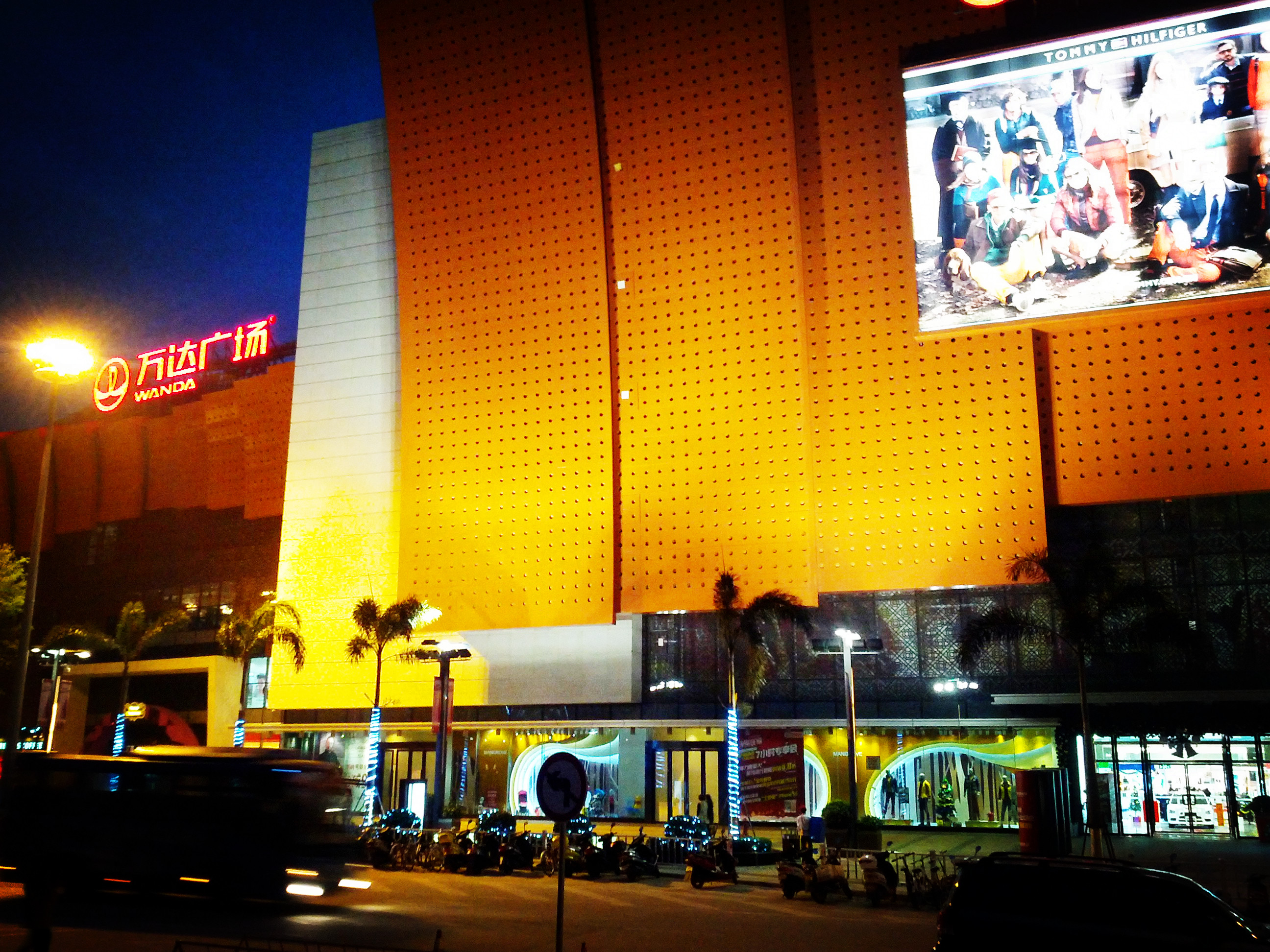
厦門市の集米万達広場にて。

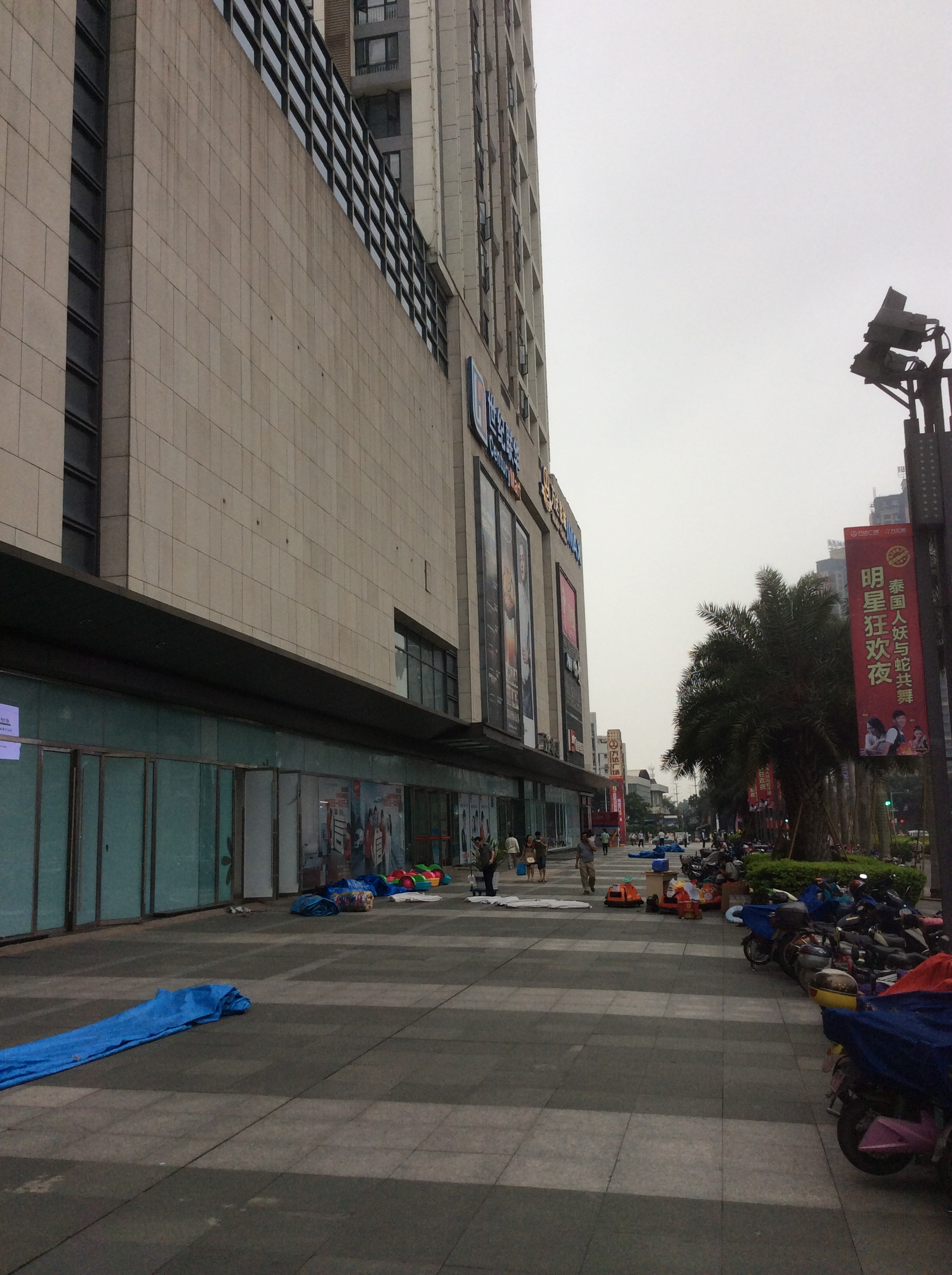
福州市台江区の万達広場にて。

万達広場（わんだひろば、中国語: 万达广场）、ワンダ・プラザ（英語: Wanda Plaza）は、中国大陸の不動産事業者である大連万達グループに所属する大連万達商業地産が、各地の大都市に展開しているショッピング・センターで、娯楽、飲食、ショッピング、金融、ホテルと一般向けのマンションなどの機能も備えている。万達広場は、通常、都市の中心部にランドマークとなるような建物を構えている。経済力が大きな都市には、複数の万達広場が出店されることもある（例えば、北京市、武漢市）。大連万達グループが投資している万達広場の市場の範囲は中国大陸地区のみであり、香港特別行政区、マカオ特別行政区、台湾には展開していない。

## 展開事例
北京市石景山区に2008年12月にオープンした施設は、オフィスビルやマンションを併設し、開発面積は約7万平メートル、投資総額30億元と報じられた。
上海市宝山区に2012年6月29日にオープンした宝山万達広場は、敷地面積は29.5万平方メートルに達するとされており、車でのアクセスを重視した設計になっている。

## 展開しているおもな都市
2011年末の時点で、各地に49施設が開業しており、未開業を含めると61都市で87施設の事業が進められている。
- 北京市
- 天津市
- 上海市
- 重慶市
- 河北省 - 石家荘市
- 山西省 - 太原市
- 内モンゴル自治区 - 包頭市
- 吉林省 - 長春市、四平市
- 遼寧省 - 瀋陽市、大連市
- 黒竜江省 - 大慶市
- 山東省 - 済南市、青島市、済寧市
- 江蘇省 - 南京市、無錫市、常州市、淮安市、鎮江市、宜興市
- 浙江省 - 寧波市、紹興市
- 安徽省 - 合肥市、蕪湖市
- 福建省 - 福州市、廈門市、漳州市、泉州市、寧徳市
- 河南省 - 鄭州市、洛陽市
- 湖北省 - 武漢市、襄陽市、宜昌市
- 江西省 - 南昌市
- 広東省 - 広州市
- 広西省 - 南寧市、桂林市
- 四川省 - 綿陽市
- 陝西省 - 西安市

## 事件・事故
- 2019年1月25日 - 長春市の万達広場ビル地下1階および30階で複数回の爆発が発生。1名が死亡、1名が負傷[6]。